# Borore
Borore is een gemeente in de Italiaanse provincie Nuoro (regio Sardinië) en telt 2276 inwoners (31-12-2004). De oppervlakte bedraagt 42,8 km², de bevolkingsdichtheid is 53 inwoners per km².

## Demografie
Borore telt ongeveer 862 huishoudens. Het aantal inwoners daalde in de periode 1991-2001 met 7,1% volgens cijfers uit de tienjaarlijkse volkstellingen van ISTAT.
| Jaar | Inwoneraantal |
| ---- | ------------- |
| 1991 | 2531          |
| 2001 | 2352          |

## Geografie
Borore grenst aan de volgende gemeenten: Aidomaggiore (OR), Birori, Dualchi, Macomer, Norbello (OR), Santu Lussurgiu (OR), Scano di Montiferro (OR).